# Gertrud Zonander
Gertrud Zonander, född 14 november 1891 i Alsters församling, Värmlands län, död där 8 september 1978, var en svensk målare.
Hon var dotter till köpmannen Olof Zonander och Axeline Bergman och syster till Hedvig Zonander-Lundström. Efter konstutbildning vid Hermods korrespondensinstitut 1910–1915 och målarstudier för Carl Wilhelmson samt teckningsstudier för Yngve Berg åren 1921–1922. Hon var därefter verksam som illustratör i tidningen Sveriges barn 1922–1923. Tillsammans med sin syster ställde hon ut i Karlstad 1941. Hennes konst består av stilleben, figurer, porträtt och landskapsmålningar samt keramik och handtryck. Gertrud Zonander är begravd på Alsters kyrkogård.